# Rolf Ziegler (Eishockeyspieler)
Rolf Ziegler (* 14. September 1975 in Renens) ist ein ehemaliger Schweizer Eishockeyspieler, der während seiner aktiven Karriere zwischen 1993 und 2007 unter anderem für den Grasshopper Club Zürich, Lausanne HC, EHC Chur, HC Lugano, Fribourg-Gottéron und SC Bern in der Nationalliga A und Nationalliga B auf der Position des Verteidigers gespielt hat.

## Karriere
Ziegler, der zunächst als Juniorenspieler für unterklassige Teams aus Wallisellen und Kloten aktiv war, debütierte im Verlauf der Saison 1993/94 für den Grasshopper Club Zürich in der Nationalliga B. Für die Zürcher stand der physisch starke Defensivakteur drei Spielzeiten lang in der zweithöchsten Schweizer Liga auf dem Eis. Die Saison 1996/97 verbrachte Ziegler vorwiegend bei deren Ligakonkurrenten Lausanne HC und absolvierte seine bis dato statistisch erfolgreichste Spielzeit mit 20 Scorerpunkten in 42 Partien der Hauptrunde. Mit 117 Strafminuten unterstrich der kampfstarke Abräumer erstmals sein physisches Potenzial, welches der Verteidiger in den folgenden Jahren zu einem elementaren Bestandteil seines Spielstils entfaltete.
Während dieser Zeit lief der Nationalverteidiger ausserdem in sechs Partien für die Raleigh IceCaps aus der East Coast Hockey League aufs Eis. In der folgenden Spielzeit war der zuverlässige Defensivspieler sowohl für den EHC Chur in der Nationalliga B als auch für den HC Lugano in der Nationalliga A und die Frankfurt Lions in der Deutschen Eishockey Liga aktiv. Im Trikot der Luganesi avancierte der Schweizer schliesslich zum Stammspieler in der Nationalliga A und gewann 1999 mit den Tessinern die erste Schweizer Meisterschaft seiner Laufbahn. Nach dem Titelgewinn liess ihn jedoch Lugano-Trainer Jim Koleff zu Fribourg-Gottéron ziehen; als Entschädigung erhielten die Luganesi den Defensivverteidiger Olivier Keller.
Für diese stand der 190 cm grosse Akteur ein Spieljahr auf dem Eis. Im Dezember 1999 unterzeichnete er einen für die Saison 2000/01 gültigen Kontrakt beim SC Bern, während Ziegler noch für Fribourg-Gottéron in der Nationalliga A im Einsatz war. In seiner Premierensaison im SCB-Dress stellte er neue persönliche Rekorde in den Kategorien Plus/Minus-Bilanz und Anzahl Strafminuten auf. Während seiner Zeit bei den Berner Mutzen spielte er gemeinsam mit seinem Bruder Thomas Ziegler, der ebenso wie Rolf eine körperbetonte Spielweise bevorzugt. Nachdem Rolf Ziegler in seiner Premierensaison im Trikot des SC Bern vermehrt in Offensivaktionen in Erscheinung getreten war, beschränkte sich der Defensivspieler in den folgenden Jahren weitgehend auf seine Rolle als sogenannter Big Bad Bear, ein kompromissloser Abräumer und Akteur, der das Zermürben der gegnerischen Angriffsreihen in den Vordergrund stellt.
In der Saison 2003/04 gewann er mit den Bernern den elften Meistertitel der Clubhistorie; dies war Zieglers zweiter Meisterschaftsgewinn seiner Karriere. An diesem Erfolg war er in seiner Rolle als Abräumer und Tough Guy insbesondere in der Playoff-Finalserie gegen den HC Lugano entscheidend beteiligt. Auf dem Eis galt Ziegler ausserdem als Provokateur, der mit körperbetontem Einsatz und teilweise grenzwertigen Aktionen eine hohe Leistungsbereitschaft aufwies und mit aussergewöhnlicher Hingabe für den Club auflief. Ein vergleichbarer Spielertyp war sein damaliger kanadischer SCB-Mannschaftskamerad Yves Sarault. Nach drei weiteren Spielzeiten im Dress des SC Bern beendete Ziegler zum Saisonende 2006/07 seine aktive Laufbahn.

### International
Als Mitglied der Schweizer Nationalmannschaft nahm Ziegler auf Juniorenebene an der Junioren-B-Weltmeisterschaft 1995 teil. Bei der Junioren-B-Weltmeisterschaft gelang ihm mit den Eisgenossen der Aufstieg in die A-Gruppe. Ausserdem wurde der Verteidiger ins All-Star-Team der Veranstaltung gewählt und war neben Vjeran Ivanković einer von zwei Schweizern, dem dies bei diesem Turnier gelang. Für die Seniorenmannschaft stand er bei der Weltmeisterschaft 2000 auf dem Eis und verbrachte bei seinen sieben WM-Einsätzen vier Minuten auf der Strafbank.

## Erfolge und Auszeichnungen
- 1999 Schweizer Meister mit dem HC Lugano
- 2004 Schweizer Meister mit dem SC Bern

### International
- 1995 Aufstieg in die A-Gruppe bei der Junioren-B-Weltmeisterschaft
- 1995 All-Star-Team der Junioren-B-Weltmeisterschaft